# Estadio Benedito Teixeira
El Estadio Benedito Teixeira, conocido popularmente como Teixeirão, es un estadio de fútbol ubicado en la ciudad de São José do Rio Preto en el Estado de São Paulo en Brasil. Fue inaugurado en 1996 y posee una capacidad para 36.400 personas. El estadio es propiedad de América de Rio Preto, y su nombre honra a Benedito Teixeira, exjugador y presidente del América durante 23 años (1972-1995), y fallecido en 2001.
El partido inaugural se jugó el 10 de febrero de 1996, cuando São Paulo FC venció al América por 3–2 frente a 17.585 personas, en encuentro válido para el Campeonato Paulista de 1996. El primer gol fue marcado por Valdir Bigode del São Paulo.
El 28 de marzo de 1996, la Selección de fútbol de Brasil jugó su primer partido oficial en la ciudad de São José do Rio Preto. El partido de carácter amistoso fue contra la Selección de Ghana y finalizó 8-2 a favor de Brasil.
El Teixeirão ha recibido numerosos partidos de equipos importantes de Brasil, juegos de Supercopa Sudamericana, Campeonato Brasileño, Copa de Brasil y Torneo Río-São Paulo. El estadio fue el escenario del último partido de Santos FC en el Campeonato Brasileño de 2004, partido que decidió el título del campeonato para Santos.
El campo de 110 x 75 metros posee césped natural con drenaje, 6 vestuarios con un área de 1,200 metros cuadrados, infraestructura completa que incluye 32 cabinas de radio, 6 cabinas de televisión y amplios estacionamientos; Todo esto en un área total de 96 mil metros cuadrados.